# Ivan V. Krški
Ivan V. Frankopan ali Anž Krški (? — Senj, 29. novembra 1393.), hrvaški plemič, hrvaško-dalmatinski-slavonski ban iz hrvaške plemiške rodbine Frankopanov. Bil je sin krškega grofa ("comes") Bartola VIII. Leta 1352 se je poročil z Ano, hčerko goriškega grofa Majnharda VII., leta 1360 je z bratom Štefanom II. (I.) družinske posesti, ki sta si jih pet let kasneje razdelila. Ivanu je pripadla polovica Vinodola in celotna Gatanska županija z Otočcem in Brinjem, verjetno tudi županijo Drežnik s Slunjem, kjer je od tedaj veliko časa prebival v Senju, Brinju in Otočcu.
V 60-ih letih 14. stoletja  je Ivan sodeloval v več diplomatskih misijah v službi ogrsko-hrvaškega kralja Ludvika I. (1342.-1382.). V marcu 1365 je Ivan v imenu kralja prenesel ponudbo za mir oglejskemu patriarhu Ludviku della Torre in gospodarju Padove Frančesku I. Carrari. Tega leta je skupaj z bratom vrnil grofu Hugu VIII. Devinskemu grad Reko, ki so jo Krški držali v zastavi od leta 1336. Po kraljevi smrti leta 1382 je Ivan podpiral kraljevo hči Marijo, njegov brat Štefan pa se je pridružil taboru  Neapeljskega Anžujca, Karla III. Neapeljskega. Ivan je pomembno prispeval k osvoboditvi zaprte kraljice Marije v juniju 1387, ki je bila zaprta v Novigradu. Za te zasluge mu je kralj Sigismund Luksemburški podaril grad Cetin in območje Klokoč v  Zagrebški županiji.
Leta 1389 se je Ivan V. spopadel s krbavskimi grofi Kurjakovići, zaradi česar je moral za pomoč prositi  Benečane, hkrati pa je pomagal Zadrančanom in napadal  Vrano, ki jo je obvladoval Ivan Paližna. 
Kralj Sigismund Luksemburški je Ivana leta 1390 imenoval za hrvaškega bana. Po smrti brata Štefana leta 1390 je najprej nasprotoval njegovim naslednikom pravico do dedovanja Modruša, vendar se je kmalu sporazumel. Priznal jim je za 39 000 zlatih forintov pravico do Slunja in Drežnice, polovico Senja in Steničnjaka, ter na račun dote 32 000 zlatih forintov dal nečakinji v zastavo Trsat, Bakar in Bribir ter polovicu otoka Krka. Ta sporazum je potrdil dne 20. IV. 1390 sam kralj Sigismund. Od takrat je bil Ivan edini gospodar družinske posesti grofov Krških na Hrvaškem in v  Slavoniji. Sedež je premestil v Modruš. Ko je bil v finančnih težavah je septembra leta 1390 v Anconi zastavil otok Krk za 3000 dukatov. V septembru ali oktobru 1390 ga je kralj Sigismund imenoval za hrvaško-slavonsko-dalmatinskega bana in mu potrdil vse dokumente svojega predhodnika kralja Ludvika I. iz leta 1350 in 1364. V dokumentu iz 11. XI. 1392. mu kralj dovoljuje, da brez dajatev lahko na svoji posesti izkopava rude in jih predeluje, vključujoč srebro in zlato. Pokopan je v frančiškanski cerkvi izven senjskega obzidja.